# Shi Tingmao
Shi Tingmao (en xinès: 施廷懋; pinyin: Shī Tíngmào) nascuda a Chongqing, Xina, el 31 d'agost de 1991 és una saltadora xinesa que representa l'equip de salts "Chongqing". Ha dominat les competicions internacionals de salt de trampolí de 3 metres des de principis de la dècada del 2010 fins a l'actualitat. Ha guanya 4 ors olímpics i 15 medalles en diverses competicions internacionals, inclosos 8 ors als campionats mundials de salts.

## Trajectòria
Va guanyar la medalla d'or en la categoria de salt de trampolí d'1 metre al Campionat del Món de natació de 2011 celebrat a Xangai, esdevenint la primera saltadora xinesa d'un equip provincial en participar en uns Campionats Mundials.
El 2016 en el seus primers Jocs Olímpics va aconseguir dues medalles d'or. La primera a la prova de salt de trampolí de 3 metres individual i a la de salt de trampolí sincronitzat de 3 metres l'or amb la seva companya Wu Minxia.
A l'edició de 2020 dels Jocs Olímpics, celebrats el 2021, va repetir l'èxit del 2016. Aconseguint dues medalles a les mateixes competicions de l'anterior edició però a la prova de salt sincronitzat va fer parella amb Wang Han.
Tot i que no ha anunciat oficialment la seva retirada, l'abril de 2022 es va incorporar com a entrenadora a l'equip nacional xinès de salts.

## Vida personal
Just després d'aconseguir el seu quart or olímpic als Jocs Olímpics d'Estiu de 2020, celebrats el 2021, Shi va donar a conèixer que havia considerat retirar-se de les competicions professionals perquè patia per la seva salut mental i que estava batallant contra la depressió. D'aquesta manera s'unia a Simone Biles i Naomi Osaka en parlar obertament d'aquestes problemàtiques en l'esport d'elit femení.

## Palmarès i reconeixements
Shi ha estat reconeguda sis vegades, entre els anys 2015 i 2021 i de manera consecutiva, com a millor saltadora de l'any per la Federació Internacional de Natació.
Al llarg de la seva carrera ha guanyat més de 20 medalles en proves nacionals i internacionals:
| Palmarès                          | Or | Plata | Bronze | Total |
| Campionat Nacional                | 0  | 1     | 2      | 3     |
| Jocs Nacionals                    | 0  | 0     | 1      | 1     |
| Jocs asiàtics                     | 5  | 1     | 0      | 6     |
| Campionat del Món de natació 2011 | 1  | 0     | 0      | 1     |
| Campionat del Món de natació 2013 | 1  | 0     | 0      | 1     |
| Campionat del Món de natació 2015 | 2  | 1     | 0      | 3     |
| Jocs Olímpics de 2016             | 2  | 0     | 0      | 2     |
| Campionat del Món de natació 2017 | 2  | 0     | 0      | 2     |
| Jocs Olímpics de 2020             | 2  | 0     | 0      | 2     |
| Total                             | 15 | 3     | 3      | 21    |